# Plebejus albinulus
Plebejus albinulus är en fjärilsart som beskrevs av Felix Bryk 1940. Plebejus albinulus ingår i släktet Plebejus och familjen juvelvingar. Inga underarter finns listade i Catalogue of Life.